# Norr-Vimmarvattnet
Norr-Vimmarvattnet är en sjö i Sollefteå kommun i Ångermanland och ingår i Ångermanälvens huvudavrinningsområde. Sjön har en area på 0,514 kvadratkilometer och ligger 288,1 meter över havet. Sjön avvattnas av vattendraget Kvarnån.

## Delavrinningsområde
Norr-Vimmarvattnet ingår i det delavrinningsområde (705928-150594) som SMHI kallar för Utloppet av Norr-Vimmarvattnet. Medelhöjden är 308 meter över havet och ytan är 5,11 kvadratkilometer. Räknas de 2 avrinningsområdena uppströms in blir den ackumulerade arean 21,07 kvadratkilometer. Kvarnån som avvattnar avrinningsområdet har biflödesordning 3, vilket innebär att vattnet flödar genom totalt 3 vattendrag innan det når havet efter 156 kilometer. Avrinningsområdet består mestadels av skog (65 procent) och sankmarker (12 procent). Avrinningsområdet har 0,52 kvadratkilometer vattenytor vilket ger det en sjöprocent på 10,1 procent.